# 愛の点滅
「愛の点滅」（あいのてんめつ）は、クリープハイプのメジャー7枚目のシングル。2015年第一弾のシングルとして前作「百八円の恋」から6か月ぶりの2015年5月5日に、ユニバーサルミュージックジャパンより発売された。

## 概要
発売形態は表題曲「愛の点滅」をモチーフにし、赤盤・青盤・黄盤の3種類でリリース。
ジャケットは、信号をモチーフとした青盤・黄盤・赤盤の3つに仕上がっており、尾崎のラブコールにより写真家・野村佐紀子が撮影したポラロイド風の写真と歌詞とが織り交ぜられたブックレットが封入。
佐藤祐市監督の映画「脳内ポイズンベリー」主題歌として書き下ろされた。

## 収録曲

### 赤盤(通常盤)
(M-4をのぞき、作詞・作曲：尾崎世界観)
1. 愛の点滅 [3:20]
  - 佐藤祐市監督の映画「脳内ポイズンベリー」主題歌。
  - この曲について尾崎は、"気持ちの移り変わりを信号に例えた"と述べている[4]。
  - ミュージックビデオは、現代アーティスト鈴木康広の代表作「まばたきの葉」とコラボレーションしている[5]。
  - 2015年のライブを最後に一切演奏されていない。
2. クリープ [3:28]
  - 森永乳業「クリープ」とのコラボレーションにより書き下ろされた曲[6]。
3. すぐに [3:01]
4. 赤の前 [3:24]
(作詞：長谷川カオナシ / 作曲：尾崎世界観)

### 青盤(初回限定盤)
1. 愛の点滅
2. クリープ
3. すぐに
4. 空色申告 [2:20]
(作詞・作曲：長谷川カオナシ)

### 黄盤(UNIVERSAL MUSIC STORE限定盤)
(全作詞・作曲：尾崎世界観)
1. 愛の点滅
2. 喋る(2015年3月21日市川市文化会館)
  - 尾崎世界観編集の雑誌「SHABEL Vol.1」付録CDに収録。
3. ヒッカキキズ(2015年3月21日市川市文化会館)
  - インディーズ時期の2ndミニアルバムで現在廃盤となっている「When I was young, I’d listen to the radio」収録。
4. 目覚まし時計(2015年3月21日市川市文化会館）
  - 4thシングル「寝癖」初回限定盤収録。